# 2000 GR24
2000 GR24 är en asteroid i huvudbältet som upptäcktes den 5 april 2000 av LINEAR i Socorro County, New Mexico.
Asteroiden har en diameter på ungefär 7 kilometer.